# Quai de l'Oise
Le quai de l'Oise est un quai situé le long du Bassin de la Villette (parfois appelé Petit Bassin de la Villette, ou, de manière erronée, Canal de l'Ourcq), à Paris, dans le 19e arrondissement.

## Situation et accès
Il commence rue de Crimée et se termine quai de la Gironde.

## Origine du nom
Il est nommé d'après la rivière française, l'Oise, qui prend sa source en Belgique.

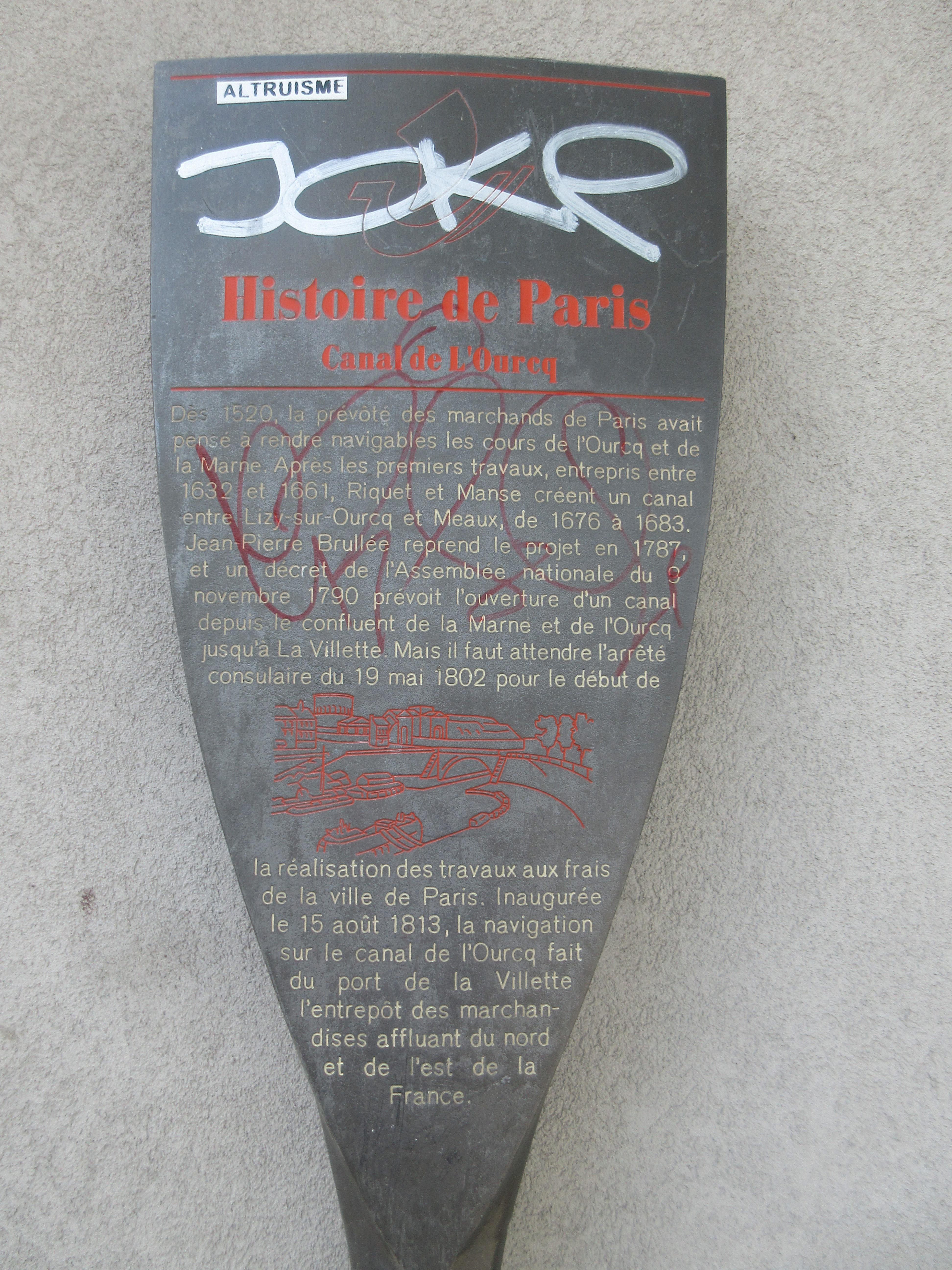
Panneau Histoire de Paris « Canal de l'Ourcq »

## Historique
Cette voie, appartenant initialement à l'ancienne commune de la Villette, a été formée en quai après la construction du canal de l'Ourcq et la mise en eau du bassin de la Villette.
Au n°2, emplacement de la deuxième mairie de La Villette entre 1837 et 1850.
Le 11 mars 1918, durant la première Guerre mondiale, le no 116 quai de l'Oise est touché lors d'un raid effectué par des avions allemands.

Le 16 avril 1918, un obus lancé par la Grosse Bertha explose au no 21 quai de l'Oise.